# Чин (народы)
Чинские народы, также известные в Индии как куки, — группа родственных горных племён, живущих на территории северо-восточных штатов Индии, в северо-западных регионах Мьянмы и в Читтагонгском горном районе Бангладеш. Такое широкое расселение вызвано политикой Британской империи, проводившейся в том регионе.
Представители куки-чинских народов относятся к монголоидам; они обычно низкого роста, волосы чёрные и прямые, глаза тёмно-карие. Около 50 куки-чинских племён входят в список официально зарегистрированных племён Индии.

## Название
Слово «куки» используется в Индии, «чин» — в Мьянме. Слово «куки» имеет, вероятно, ассамское или бенгальское происхождение и означает то же, что и «чин» — «горцы»; сами они себя так не называют.
В мифологии этих народов имеется легенда о происхождении куки-чинов из пещеры Кхул или Чхинлунг, а среди учёных единого мнения о происхождении данной группы нет. Одни считают, что куки-чины спустились из Китая через Тибет, другие предполагают, что этническая общность сформировалась в Мьянме.
Термин «куки» впервые был употреблён в описании племён Читтагонгского горного района Роулинсом (Rawlins). Куки имеют общее прошлое, культуру и традиции, говорят на родственных языках тибето-бирманской семьи. Название «чин» вызывает споры. Британское колониальное правительство использовало термин «чин-куки-мизо», он перешёл к правительству Индии. Христианские миссионеры называли словом «чин» племена на бирманской стороне, а «куки» — на индийской. Лидеры чинских националистических групп из штата Чин стали использовать это слово после получения Бирмой независимости от Британии.
Некоторые куки-чины, включая зо, называют себя «зоми» и отрицают принадлежность к куки-чинам, с чем не согласны другие народы, включая хмаров. Термин «мизо» усложняет задачу, в особенности после появления национального конгресса зоми.

## История
В санскритской литературе упоминается народ кирата, который современные учёные считают монголоидами, населяющими горы Индокитая (аналогично куки).

### Мьянма
На территорию современной Мьянмы куки-чины, возможно, впервые пришли ещё в I тысячелетии до н. э., но лишь в XVII веке прекратились стычки с монами, бирманцами и шанами, территории расселения куки-чинов стабилизировались, а сами они признали власть короля Байиннауна и стали отправлять Таунгу отряды солдат. Произошёл распад первобытного общества. В XIX веке центральная (фаламская) группа куки-чинов ассимилировалась с бирманцами.
В 1948 году места расселения куки-чинов были объединены в административную единицу, а в 1974 году образован штат Чин.

### Индия и Бангладеш
В Индии племена куки делятся на «старые» и «новые». «Старые» пришли в Манипур с юга в XVI веке, а «новые» — в XVIII—XIX веках; почти все они пользуются манипури в качестве лингва франка при общении с местным населением.
Вражда куки-чинов с колониальной британской администрацией продолжалась многие годы. С 1777 по 1851 год куки-чины регулярно нападали на британцев и продолжали сопротивляться их доминированию в регионе. Кульминация стычек произошла во время Первой мировой войны, в 1917—1919 годах, эти сражения объединяют под названием «восстание куки». Затем, в 1943 году, куки заключили в Бирме соглашения с японцами, надеясь восстановить доколониальный независимый статус в случае победы стран «оси».
После того, как Япония сдалась, владения куки-чинских народов оказались поделены между Пакистаном (ныне Бангладеш), Бирмой (ныне Мьянма) и Индией, начался распад куки-чинской общности. В 1946 году появилось национальное движение мизо, имевшее целью консолидацию куки-чинов в одной административной единице, и движение куки (Национальная ассамблея куки, Kuki National Assembly), задумывавшаяся как всекуки-чинская политическая организация, защищающая культуру, земли и идентичность куки-чинов. В том же году НАК потребовала выхода из состава Индии. Перед самым окончанием британского присутствия в Индии НАК создала черновик конституции своего государства, однако представителей НАК (в отличие от представителей народов нага) не пригласили в комитет, создававший конституцию. Куки-чины выразили недовольство тем, что тхадо, более молодой народ, получил статус официально признанного племени вместо куки, так как это нарушает законы наследования куки-чинов.
С 1956 по 1964 год возросла напряжённость между куки-чинами и нага. Нага начали нападать на деревни куки-чинов, выселять их, разгромив более 60 деревень в Манипуре. Несколько «старых» куки-чинских народов отказались от самоопределения как куки и присоединились к нага. В 1960 году НАК отправила премьер-министру Индии меморандум с требованием создания штата куки. В 1988 году созданы вооружённые организации Национальный фронт куки и Национальная организация куки, что ещё сильнее распалило конфликт с нага — теперь нага считали НФК и НОК прямой угрозой своей независимости. Нага начали накладывать всё бо́льшие налоги на куки-чинские деревни, а когда куки-чины потребовали освободить свои земли, начался полномасштабный военный конфликт 1992—1997 годов, жертвами которого стало около тысячи людей с обеих сторон (однако куки пострадали больше). Военизированные организации куки-чинов появлялись и исчезали множество раз в это время.

## Жильё и пропитание
Дома куки-чинов — прямоугольные, пол — наполовину бамбуковый или дощатый, наполовину земляной в части с очагом. Живут огнево-подсечным земледелием, после двух лет использования земли ей дают «отдохнуть» на пять—семь лет. Основа питания — рис, маис, просо, бобы, тапиока, батат и тыква; апельсины, лимоны и прочие цитрусовые, гуава, манго и бананы; говядина, свинина, птица; капуста, горчица, бутылочная тыква, огурцы, дыни и ямс; мёд; рыба, особенно сушёная; пьют рисовое вино. Мясо буйвола большинство не употребляют, хотя запретов на это нет.

## Традиции
Символом куки-чинов является носорог, которому приписывают верность и правдивость. Куки-чины любят песни и часто организуют фестивали. В штате Манипур их песни получили популярность среди всего населения. Традиционный костюм в древности — набедренная повязка, головной обруч и сумка у мужчин, травяная юбка у женщин.

## Семья и брак
У большинства куки-чинских народов женщина занимает более низкий статус, чем мужчина, и не может наследовать имущество.
Новорождённым детям стараются дать имя как можно быстрее, обычно имя ребёнка начинается с последнего слога имени бабушки или дедушки.
Мальчиков традиционно обучали вместе в особой хижине. Лучших учеников рекомендовали на службу вождю или правителю. Также имелся традиционный «молодёжный клуб» для обучения и развлечения детей обоих полов. Среди «предметов», которые изучали молодые куки-чины — обработка земли, охота, рыбалка и физическая активность, игры: прыжки в высоту, игра с волчком, метание копья и толкание ядра. Там же дети и подростки учились этикету.
Брачный возраст — 25—30 лет. Поощряются браки с детьми сиблингов родителя противоположного пола (например, для девочек — с сыном дяди по материнской линии, для мальчиков — с дочерью тёти по отцовской линии). От жениха в дом невесты направляются родители, которые предлагают родственникам невесты вместе выпить вина и обсудить цену невесты. После достижения договорённости играют свадьбу. Молодая жена обычно переходит в клан мужа.
Большинство куки-чинов моногамны, но встречается и полигамия. Разрешены разводы, однако если инициирует развод женщина, то она должна оставить у мужа всё, что принесла в свой новый дом.
Умершего обмывают и хоронят, похороны сопровождаются жертвоприношениями. Имеется два кладбища — для умерших от естественных причин и для погибших в наводнениях, от эпидемий и тому подобного.

## Законы и правительство
Ежегодно главы семей, вождь и два его помощника собираются для обсуждения насущных проблем племени.

## Религия
Традиционно куки-чины исповедовали анимизм и приносили доброму верховному богу жертвы — собак, свиней, кур. Помимо этого культ включал веру в злых духов и реинкарнацию. Жрецы проводили ритуалы перед каждым важным делом — постройкой дома, началом вырубки леса, после рождения и смерти жителя.
Большинство куки-чинов — христиане, обычно протестанты (в частности, доминирует баптизм). Небольшая группа манипурских и мизорамских куки-чинов утверждают, что являются потерянным коленом Израилевым, Бней-Менаше.